# 2015年永城市实验高级中学部分学生冲击学校食堂事件
永城市实验高级中学部分学生冲击学校食堂事件是發生於永城市实验高级中学（原名“永城市第三高級中學”，后在2019年又更回原名。）的一次群體性打砸事件。2015年5月14日晚上，部分学生因不滿食堂飯菜質量太差、及食堂經理毆打向學生賣雞蛋的老人，到食堂理论并与管理人员发生争执，进而演变为群体性打砸事件，砸毀學校食堂、超市，並掀翻一輛前來處置事件的警車，整个过程有数千名学生围聚。当晚11时许，事态基本得以平息。

## 背景
该中学学生因对食堂餐饮质量持续不满，此前已發生多次发生学生破坏食堂设施的事件。该校畢業生反映，校内食堂存在长期不如理想的卫生状况，不仅多次在米饭中发现苍蝇，更在面食中發現圖釘，且食品常出现未熟透现象，因此多数学生选择偷偷光顧校外的外賣飯商。由于学校实行封闭式管理，規定學生只能在學校的食堂用餐，部分外卖商家通过围墙递送方式开展交易，影響了校内食堂的生意，引起食堂经理蔣某不满。食堂经理與校內保安曾多次驱离外賣飯商，亦曾與光顧外賣的學生发生肢体冲突。
5月12日早上，一名生活困難年约50岁左右的老太太李某，与其担任该校教师的丈夫魏某，在进入校园向学生售卖茶葉蛋过程中，被食堂经理发现並进行殴打，李某在争执中被殴打倒地不起。警方接报后到场處理，将涉事双方送医救治。事件发生后，校方未就事件給予回覆，既沒有處理赔偿也未进行安抚工作，涉事食堂经理更处于失联状态。校方处置的消极态度引发学生群体强烈不满，最终升级为针对食堂设施的破坏性抗议事件。

## 經過
5月14日晚上，部分学生在晚自习后用餐期间，不滿校方仍未就事件給予回覆，加上蔣某消失不见，於是聚集一起要和蔣某討要說法，過程中食堂工作人员发生冲突，保安人员介入试图控制局面，最终引发大规模破坏行为。學生情绪激愤，开始对食堂设施进行打砸，更一度哄搶校內超市，损毁校园。有目击者称，學生們高呼各種口号相互鼓动，一時校園內群情激奮。永城市公安局接报后派出特警到場处置，但在警方试图将一名学生带上警车时，引起了在場人员不滿。學生围堵警車阻止驶离，要求放走該名学生，继而打砸並推翻警車，而與警方一同前來的蔣某則被學生發現並追打，警方後來撤到校門外維持秩序。在食堂外，校園多處遭到破壞，桌椅被掀翻，多扇門窗均被毀壞。在事件持續近3小時後，才經教師調解而平息。

## 後續處理
事發後5月15日上午，河南省永城市实验高级中学臨時宣布放假。永城市实验高级中学回应称，在当晚发生冲突后，经学校老师积极调解，学生于当晚11时左右全部返回宿舍。校方已责令食堂管理中心解聘与学生发生冲突的食堂工作人员，并将根据学生的意见对食堂进行整改。
在事情发生后，各级领导十分重视，市委、市政府领导第一时间赶赴现场控制事态，並成立专项工作组调查。经初步查明，学校食堂因私人承包管理失当导致饭菜质差价高，长期积怨引发学生不满。15日下午，永城市委、市政府主要领导召开专题会议部署后续工作，由教育副市长牵头组建专门工作组进驻校园，协同财政、审计等部门评估后，收回食堂经营权由学校统一招标托管，同时市纪委介入调查問責，尊重学生自主就餐选择权，强化校园安保措施，要求教育部门加强法治宣导，杜绝类似事件重演。
7月2日，河南省教育厅通報，永城市委市政府对相关责任人进行了追责：对负有直接责任的永城市实验中学校长给予撤销党内职务、行政撤职处分；给予3名副校长行政记过处分；对负有主要领导责任的永城市教体局3名副局长给予行政警告处分；对负有重要领导责任的永城市教体局局长进行诫勉谈话。河南省教育厅在通報中聲明，学生与食堂职工没有发生肢体冲突，在事件過程中亦没有学生受伤。但指出该校在引入民间资本经营食堂时存在严重管理疏失，未遵循以人为本的原则，忽视学生就餐意愿，放任不当行为，缺乏有效疏导措施，导致矛盾激化引发极端事件，敦促各地落实整改措施：建立师生家长组成的膳食委员会参与学校食堂管理和监督、完善食堂巡查制度、加强后勤人员职业道德培训、搭建学生与后勤人员沟通平台。同时要求各地教育部门联合市场监管机构开展食堂资质核查，对违规经营者依法处理并限期上报整改结果。

## 評論
法制日报指出校园冲突折射出学生权益保障缺失与食堂公益属性弱化问题，认为矛盾频发根源在于校方漠视学生正当权利，建议通过完善监管机制和强化制度约束保障学生基本权利。齐鲁网批评学校将食堂外包后监管缺位，纵容承包商抬高价格、以次充好，通过限制外卖变相强迫消费，暴露出逐利倾向，呼吁政府建立非营利性食堂运营规范。光明网强调近年來多場食堂打砸事件，反映食堂过度商业化导致矛盾累积，需重构公益属性并切断利益链，加强监管明确校方责任，杜绝利益輸送，建议建立膳食委员会平衡多方诉求。紅網认为校方长期以管理者自居却怠于履行服务职责，对食堂隐患不作为加剧矛盾升级，应转变管理思维强化服务属性。部分网民关注青少年营养健康权益，指出垄断经营的劣质餐饮难以满足成长需求。